# Nebil Çika
Nebil Çika (ur. 1893 w Borshu koło Sarandy lub w Prewezie jako Ahmed Nebil, zm. 12 listopada 1944 w Tiranie) – albański dziennikarz, pisarz i tłumacz.

## Życiorys
Ukończył studia na Amerykańskim Uniwersytecie w Stambule „Robert College", gdzie był redaktorem czasopism İştirak, Tenkid i Piyano. Tłumaczył dzieła Friedricha Nietzschego na język turecki oraz przetłumaczył kilka francuskojęzycznych książek.
Wrócił do niepodległej już Albanii w 1912 roku, gdzie zaczął działać w prasie.
W 1913 roku został aresztowany w Sarandzie przez wojska greckie i spędził 6 miesięcy w więzieniu w Janinie za sprzeciw wobec aneksji Epiru na rzecz Grecji. W tym samym roku zmienił obywatelstwo na albańskie. Założył kilka czasopism, którymi kierował: Pedagogjike (1924), Reforma (1929), Arbëria (1927), Miku i popullit (1931), Minerva (1932), Bota e re (1940) i Java.
Podczas I wojny światowej zamieszkał w Sarandzie, gdzie pracował jako nauczyciel.
Według włoskich faszystów, działalność dziennikarska Nebila Çiki miała szkodliwy wpływ na włoskich studentów, ponieważ krytykował rządy Benita Mussoliniego; 25 listopada 1940 roku został za karę wysłany do Włoch, jednak nie został tam zabity.
Nocą, 12 listopada 1944 roku wraz z kilkunastoma innymi przedstawicielami ówczesnej albańskiej inteligencji został zabity przez komunistów Envera Hodży. Çika był wtedy korespondentem agencji prasowej Reuters oraz dziennika The New York Times, które również wkrótce się dowiedziały o jego śmierci. Ciała ofiar zostały rozłożone na terenie hotelu Bristol w Tiranie.
Kilka dni po zabójstwie Nebila Çiki o tym fakcie dowiedziała się Elsa Martinelli, jego żona. Sama wkrótce została za wroga ludu i aresztowana na dwa lata, jednak jako obywatelka Włoch, została w 1946 roku repatriowana przez rząd włoski.

## Wydane książki[2][4]
- Njimendësija shqiptare (1943)

## Nagrody
W 2009 roku prezydent Albanii, Bamir Topi, pośmiertnie odznaczył Nebila Çikę orderem Nderi i Kombit.

## Życie prywatne
Był synem celnika, który pracował w Prewezie.
Çika miał żonę Elsę Martinelli, która miała pochodzenie arboreskie i przybyła do Albanii w latach 30., oraz szwagra Aleksa Mavraqiego. Był wnukiem Sabriego Prevezy.